# Wad Ras (espectacle)
Wad Ras és un espectacle de dansa i teatre d'Increpación Danza, formada per Montse Sánchez i Ramon Baeza, que es va estrenar el 15 de febrer del 1996 a l'Espai de Dansa i Música de la Generalitat de Catalunya.

## Descripció
Wad Ras, que pren el nom de la presó de dones de Barcelona, retrata el món interior de cinc convictes en un sol espai, en una «microsocietat». La posada en escena és sòbria, sense escenografia; la il·luminació delimita els espais i confereix una estètica de clarobscurs a la peça. Les ballarines vesteixen una camisa ampla grisa i pantalons negres, i cadascuna té un caixó. De la percussió i el taloneig emana un gemec per la manca de llibertat. Es tracta d'un muntatge minimalista que no segueix una narració lineal; tanmateix, els personatges encarnats per les ballarines transmeten la frustració per la por i la solitud a través d'un ball auster, en l'aspecte coral i de solos, que és extrapolable a qualsevol realitat en què impera la injustícia i la desesperació.
Aquest és el segon espectacle de la companyia de flamenc contemporani Increpación Danza. Té una durada de 55 minuts. La música original i la guitarra és d'Antonio Martínez (Ñoño); la percussió, de Nan Mercader; la veu, de Susana Trujillo, i el muntatge musical, de José Antonio Gutiérrez Guti. Les cinc ballarines que van estrenar l'obra van ser Montse Sánchez, Vanesa Domínguez, Helga Carafi, Ruth García i Marisa Güimil. El disseny d'il·luminació és de Peni Barratxina.

## Significació
Wad Ras ha estat descrita per la crítica de dansa de La Vanguardia Majolin Van der Meer com «la perfecta simbiosis entre el flamenco y la danza contemporánea. Y ello sin que la austeridad en la expresión perjudique un ápice a ese elemento tan importante que es la espectacularidad». A causa d'aquesta fusió d'estils, la inventiva del llenguatge corporal i l'encaix del flamenc com a cant a la llibertat per descriure l'angoixa i claustrofobia d'una presó, aquest espectacle va rebre el primer premi del V Certamen de Coreografia de Dansa Espanyola i Flamenc de Madrid, el juliol de 1996. Des de llavors, aquesta peça s'ha presentat en nombrosos festivals a Espanya, França, Bèlgica, Alemanya, Regne Unit, Itàlia i Filipines.
La companyia IT Dansa en va estrenar una adaptació «estilitzada», és a dir, sense zapateado, de quinze minuts, el 29 de juny del 2006 al Teatre Ovidi Montllor (Barcelona) dins del Festival Grec. Des de llavors forma part del repertori de la jove companyia. Interpreta la coreografia un elenc tant femení com masculí.